# Zapatos Soap
Fueron introducidos por Chris Morris de Innovaciones de Artemisa S.A., con "Soap" como nombre de marca, hacia 1997, inventando así un nuevo deporte basado en grindeo agresivo. Estos zapatos tienen una concavidad plástica en el fondo, que permite al practicante grindar en superficies tales como tubos, barandillas y salientes de piedra. A causa de las propiedades de las zapatillas se le denominó "Soap". El acto de grindar en barandas y salientes se debe de hacer con zapatos de Soap. Se llama "soaping" el hecho practicar este deporte con el "soaper" que es el que realiza dicho deporte.

## Historia
Fueron introducidos por Chris Morris de Innovaciones de Artemisa S.A., con "Soap" como nombre de marca, hacia 1997, inventando así un nuevo deporte basado en grindeo agresivo. Estos zapatos tienen una concavidad plástica en el fondo, que permite al practicante grindar en superficies tales como tubos, barandillas y salientes de piedra. A causa de las propiedades de las zapatillas se le denominó "Soap". El acto de grindar en barandas y salientes se debe de hacer con zapatos de Soap. Se llama "soaping" el hecho practicar este deporte con el "soaper" que es el que realiza dicho deporte.

## Evolución
En 2001, el Sr. ducked de Morris fuera de la compañía creyó que grindando con zapatos eran simplemente una tendencia, y no duraría. La actividad dentro de la compañía fue más despacio, y finalmente los ejecutivos restantes vendieron el Soap. 
In-Stride, una compañía cuyos productos estaban dirigidos para el uso de luchadores, compró el Soap. El foco industrial de la compañía hizo algunos creer que In-Stride no sería capaz de manejar apropiadamente el Soap. A través del tiempo que In-Stride poseyó el Soap, nuevos diseños y modelos no se produjeron. La compañía quebró en 2002, y el Soap estaba una vez más disponible para la compra. 
Este deporte se limitó mucho, pero la compañía "Tacón" estaba detrás de estos zapatos, Soap fue adquirido posteriormente en ese año por esa compañía. A principios 2003, varios modelos de zapato se vendieron, en múltiples combinaciones de colores. Criticado por vender demasiados modelos al principio, y no les suministraba encargos solicitados al detalle con bastante frecuencia. Había también quejas para una variedad más distinguible de zapatos (casi todos los modelos utilizaban el mismo grindplate fijo y tenían la misma suela). Hay dos modelos todavía en producción de la primera generación de ventas. 
Después de la reaparición del Soap, el Sr. Morris empezó a construir un "skate-park", el diseño y la compañía constructora se denominaba TrueRide. TrueRide ha creado varios "skate-park" de gran calidad principalmente a través de los Estados Unidos del medioeste, sin embargo ellos también trabajan internacionalmente. El Sr. Morris dejó a TrueRide y siguió inventando zapatos que se dirigían generalmente a pequeñines y niños jóvenes, llamados Dinosole. En el 2006, este es su residencia de negocios..."Soap"